# Typh Barrow
Typh Barrow (Brussel, 10 mei 1987) is een Belgische singer-songwriter, juriste, componiste en pianiste.
Barrows moedertaal is Frans, maar ze spreekt vloeiend Nederlands, Engels en Spaans.
Tiffany Cieply-Baworowski, die Typh Barrow wordt genoemd, heeft een Belgische moeder en een Poolse vader. Reeds als kind had ze een verbazend zware en atypische stem, welke typerend is voor haar zang. Haar stijl is een mengeling van pop, soul, jazz en blues.

## Vroege start
Rond haar vijfde verjaardag begon ze piano te spelen, enkele jaren later deed ze notenleer. Ze startte later haar carrière in pianobars, waar ze veelvuldig optrad en ervaring opdeed. Nadien werd ze ook populair op YouTube en later ook op radio en tv.

## Bekendheid
In het Waalse landsgedeelte kende ze reeds jaren succes. In 2020 trad ze tijdens een gezamenlijke tv-uitzending op, die te zien was in de drie landsdelen. Hierdoor heeft ze ook in Vlaanderen enige naamsbekendheid verworven.

## Persoonlijk leven
Typh Barrow houdt van extreme sporten: klimmen, parachutespringen en bungeejumpen.
Ze heeft een oudere broer. Op 28 april 2023 kondigde ze tijdens een concert in Vorst Nationaal aan dat ze zwanger was van haar eerste kind.

## Discography

### Albums
- 2014 : Time/Visions
- 2018 : RAW
- 2020 : Aloha
- 2021 : RAW Tour

### Singles
- 2012 : Your Turn
- 2013 : Do I Care
- 2014 : No Diggity, Time, To Say Goodbye
- 2016 : The Whispers
- 2017 : Daddy's Not Coming Back
- 2018 : Taboo, Hurt
- 2019 : Replace, Doesn't Really Matter
- 2020 : Aloha, Very First Morning, Colour
- 2021 : Damn! You're Bad
- 2023 : Don't Let Me Go